# Louis Edmond Duranty
Louis Edmond Duranty, né le 5 juin 1833 à Paris et mort le 9 avril 1880 dans la même ville, est un romancier et critique d'art français.

## Biographie

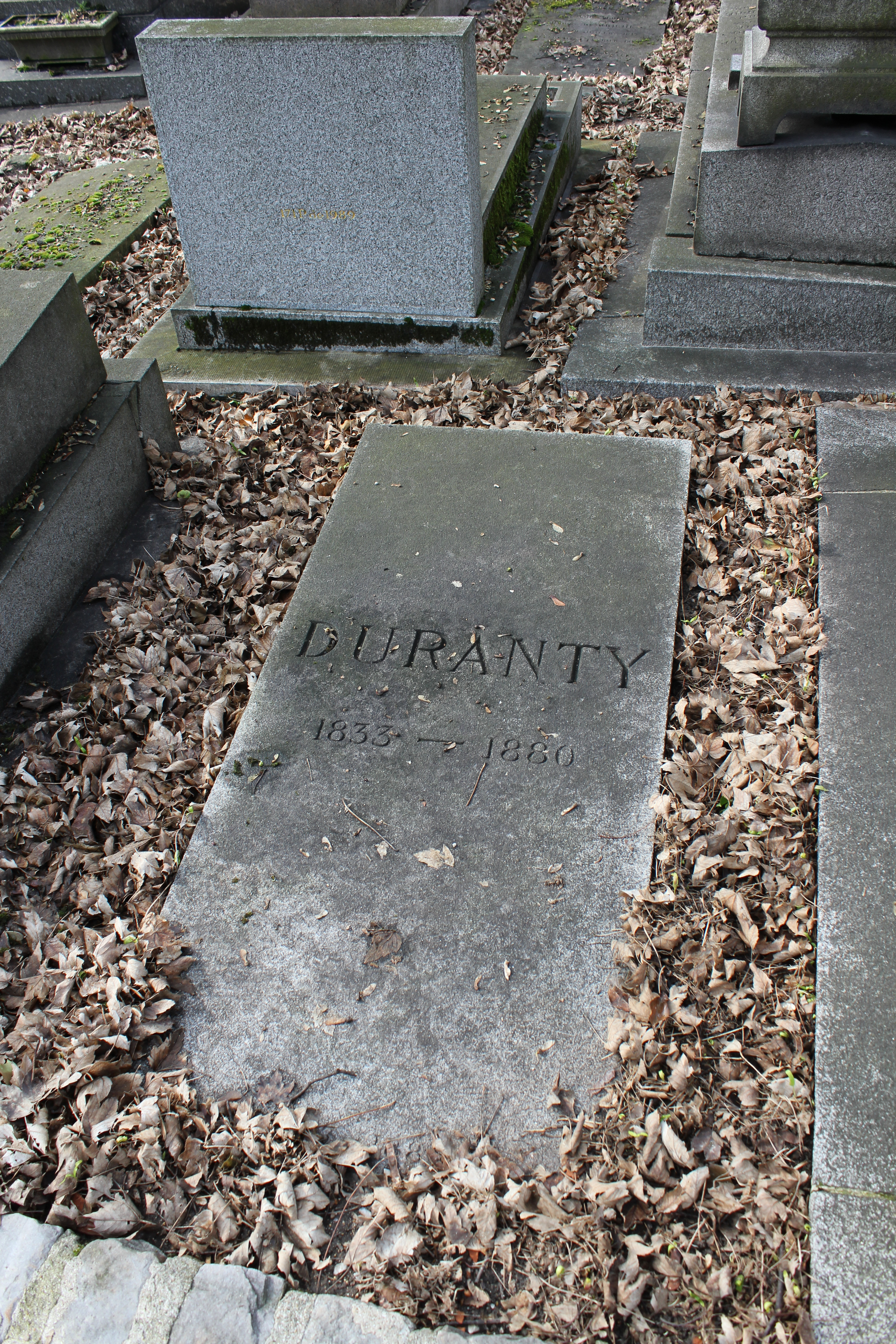
Tombe au cimetière du Père-Lachaise.

Ses amis intimes pensaient que Duranty était le fils naturel de Prosper Mérimée. Ce n'est qu'en 1947 que la découverte de documents ayant appartenu à Duranty a permis d'établir que son père était Louis-Edmond Anthoine, auditeur au Conseil d'État (1833), inspecteur de la compagnie d'assurances La Nationale, puis magistrat. Sa mère, Émilie Hémart (madame Lacoste [1798-1881], elle se fait appeler Émilie Duranty dans l'acte de naissance de son fils), a eu un fils, Félix-Joseph Lacoste (1825), de Joseph Bonaparte, le frère aîné de Napoléon Ier.
Duranty a débuté en 1853 comme employé à l'administration centrale des Domaines et Forêts de la Couronne (grâce à la protection du ministre Achille Fould) et a donné sa démission en 1857 pour se consacrer à la littérature.
Il est le cofondateur de la revue Réalisme, publiée de juillet 1856 à mai 1857, « un périodique à peu près mensuel, de seize compactes pages in-4°, très combatif, consacré à la seule critique littéraire », avec Champfleury, en compagnie duquel il défendra le mouvement réaliste et l'impressionnisme.
En 1861, il obtient l'autorisation d'installer au jardin des Tuileries un théâtre de marionnettes fixe ; le peintre Courbet en créera les décors.
Il écrit même un répertoire complet dédié à George Sand, comportant vingt-quatre saynètes ayant pour héros Polichinelle, Pierrot et Arlequin.
En 1870, les marionnettes de Duranty seront saisies par des créanciers, précipitant ainsi la fin du Guignol des Tuileries.

« Vous êtes prié d'assister aux Convoi, Service et Enterrement de Monsieur Edmond Duranty, homme de lettres, décédé le 9 avril 1880, à l'âge de 47 ans, à la maison Dubois, qui se feront le mardi 13 du courant, à 4 heures très précises, en l'église Saint-Laurent. On se réunira à la maison de santé : 200, faubourg Saint-Denis. De profundis !

De la part de tous ses amis et de la Société des Gens de lettres. »

Treize personnes suivirent le convoi funèbre d'Edmond Duranty mort dans une quasi misère dont Paul Alexis, Albert Bartholomé, Henry Céard, Edgar Degas, Joris-Karl Huysmans, Édouard Manet, Eugène Moret, Camille Pissarro, Jean-François Raffaëlli, le docteur Thulié et Émile Zola, son exécuteur testamentaire. « Nous l'avons bien connu, dit Émile Zola, luttant avec un grand courage contre une des misères littéraires les plus injustes et les plus implacables que j'ai rencontrées ; mais il n'est personne de nous dont il ait fait un confident et qui puisse écrire un jour une biographie complète. Tout son passé, toute sa jeunesse est comme un livre fermé à jamais. »
Il fut inhumé au cimetière de Saint-Ouen avant d'être transféré le 16 décembre 1885 au Père-Lachaise (53e division). Jean Paulhan le considérait comme un « saint du roman », ajoutant : « Je ne sache pas d'écrivain plus autonome et plus strict, plus digne de servir d'exemple. Fabriquant ses couleurs lui-même en bon Primitif. »

## Œuvres

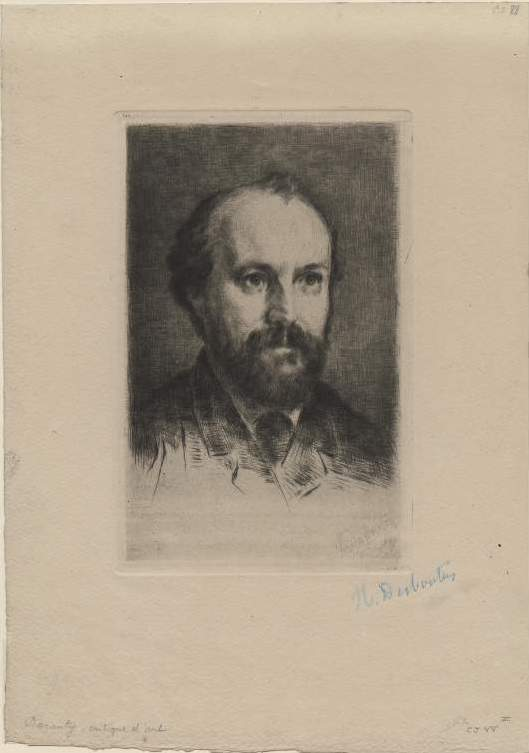
Marcellin Desboutin, Portrait d'Edmond Duranty (vers 1876), Fitzwilliam Museum (Cambridge).

### Romans
- Le malheur d’Henriette Gérard, dans la revue Le Pays, 1858, 1re édition Paris, 1879 (OCLC 249484462) ; rééd. Paris, 1981  (ISBN 9782070233762).
- La Cause du beau Guillaume, Paris, 1862 (OCLC 697938581) ; rééd. Paris, 1985 (OCLC 461768924).
- Les Combats de Françoise Du Quesnoy, Paris, 1873 (OCLC 450118762).
- Les Séductions du chevalier Navoni, Paris, 1877

### Nouvelles
- La fille dédaignée, 1858
- Blanche Duparc, 1874
- Les Six Barons de Septfontaines. Gabrielle de Galardy. Bric-à-Brac. Un accident,Paris, 1878 (OCLC 23402012).

### Essais
- La Nouvelle Peinture. À propos du groupe d'artistes qui expose dans les galeries Durand-Ruel, Paris, 1876 ; rééd. Caen, 1988  (ISBN 9782905657374).
- Le Pays des arts. La Statue de M. de Montceaux. L'Atelier. Bric-à-Brac. Le Peintre Louis Martin, Paris, 1881 (OCLC 601544613).
- Réalisme, rééd. Jules Assézat et Louis Edmond Duranty, Paris, 1970 (OCLC 490883182).
- Adolphe Menzel, rééd. 1996, Paris, Séguier  (ISBN 284049079X).

### Théâtre
- Théâtre des marionnettes du Jardin des Tuileries, répertoire de vingt-quatre saynètes, 1862 ; rééd. Arles, Actes Sud, 1995  (ISBN 2742706526).
- Le Mariage de raison, rééd. Paris, 1954 (OCLC 491501741).

## Iconographie
- Edgar Degas, Portrait d'Edmond Duranty (1879), collection Burrell (Glasgow).
- Marcellin Desboutin, Portrait d'Edmond Duranty (vers 1876), Fitzwilliam Museum (Cambridge).